# Jahanabad
Jahanabad là một thị xã và là một nagar panchayat của quận Pilibhit thuộc bang Uttar Pradesh, Ấn Độ.

## Địa lý
Jahanabad có vị trí 26°07′B 80°21′Đ / 26,12°B 80,35°Đ Nó có độ cao trung bình là 125 mét (410 feet).

## Nhân khẩu
Theo điều tra dân số năm 2001 của Ấn Độ, Jahanabad có dân số 12.420 người. Phái nam chiếm 53% tổng số dân và phái nữ chiếm 47%. Jahanabad có tỷ lệ 37% biết đọc biết viết, thấp hơn tỷ lệ trung bình toàn quốc là 59,5%: tỷ lệ cho phái nam là 46%, và tỷ lệ cho phái nữ là 26%. Tại Jahanabad, 19% dân số nhỏ hơn 6 tuổi.